# Saint-Victor, Ardèche
Saint-Victor là một xã ở tỉnh Ardèche, vùng Auvergne-Rhône-Alpes ở đông nam nước Pháp.